# Heterovalgus alberti
Heterovalgus alberti är en skalbaggsart som beskrevs av Ricchiardi 1992. Heterovalgus alberti ingår i släktet Heterovalgus och familjen Cetoniidae. Inga underarter finns listade i Catalogue of Life.